# Ulrike Andresen
Pour les articles homonymes, voir Andresen.
Ulrike Andresen (née le 24 avril 1949 à Iserlohn, morte le 23 août 2006 à Heide) est une peintre allemande.

## Biographie
Ulrike Andresen s'inscrit en 1968 après l'abitur à la Fachhochschule Kiel. Après avoir terminé ses études, elle travaille de 1974 à 1975 à l'université Christian Albrecht de Kiel en tant que graphiste au département de préhistoire et de protohistoire. De 1975 à 1980, elle trouve un emploi en tant que professeur de dessin au Gymnasium Stormarnschule à Ahrensburg. Lors d'études à la Hochschule für bildende Künste Hamburg auprès de Kai Sudeck de 1977 à 1983, Andresen approfondit sa connaissance des arts libéraux. En 1983, elle épouse l'artiste KD Arlt. Une bourse du DAAD lui permet de passer une année en France de 1983 à 1984. Après un stage de 1984 à 1985 à Hambourg, elle enseigne au Nordsee-Gymnasium Büsum de 1985 à 2000 ; elle interrompt son activité d'enseignement en 2000-2001 pour une année sabbatique, puis revient de 2001 à 2006 au Nordsee-Gymnasium Büsum et à Kurt-Tucholsky-Genymium à Hambourg.

## Œuvre
L'œuvre d'Ulrike Andresen comprend tous les genres d'arts visuels. En peinture, elle développe une technique de pochoir abstraite et abstraite à partir d'un style initialement expressif. Le contenu toujours figuratif de l'image est décrit dans l'ajout de champs de couleur monochromes. Les œuvres de dessin sur le papier et de collage de papiers forment un grand complexe d’œuvres. Andresen reprend ses thèmes en utilisant une variété de techniques. Le Kunstmuseum Bayreuth conserve une vaste collection d'œuvres sur papier.